# Adelina Budăi-Ungureanu
Adelina Budăi-Ungureanu, född 29 juli 2000, är en rumänsk volleybollspelare (vänsterspiker) som spelar för Rumäniens damlandslag i volleyboll och Pallavolo Pinerolo. 
Budăi-Ungureanu växte upp i Botoșani i Rumänien. Hon spelade volleyboll från ung ålder och när hon var 14 år lämnade hon moderklubben för att spela med UVT Agroland Timișoara. Tre år senare debuterade hon i Divizia A1 (högsta serien i Rumänien) med CS Dinamo București. Budăi-Ungureanu flyttade till Italien 2019 för spel med Cuneo Granda Volley och har sedan dess spelat i landet på klubbnivå, med flera olika klubbar. 
Hon har spelat med Rumäniens landslag både på junior- och seniornivå och med dem deltagit i bland annat EM och European Volleyball League.